# 礁溪 (宜蘭縣)
礁溪，臺灣台語口語上又稱為礁坑，是台灣宜蘭縣礁溪鄉的一個傳統地域名稱。位於該鄉北部。相較於今日行政區，其範圍大致包括大義村、大忠村不含西部。
本地區東南部的礁溪聚落已與北側六結地區的六結聚落、湯圍地區的竹篙厝聚落連結成礁溪市區。

## 歷史
台灣清治末期，礁溪地區為一街庄，稱為「礁溪庄」，隸屬於四圍堡。該庄東北與白石腳庄為鄰，東南與湯圍庄、六結庄為鄰，西南邊七結庄、十六結庄、林尾庄，西邊與西北邊為蕃地。
1901年（日治明治三十四年）11月，廢縣廳改設二十廳，該庄隸屬於宜蘭廳，編入第三區。1905年（明治三十八年）7月，該區改名「礁溪區」。1909年（明治四十二年）10月，合併二十廳為十二廳，該庄仍隸屬於宜蘭廳。1920年（大正九年），廢十二廳改設五州二廳，該庄改制為「礁溪」大字，隸屬於臺北州宜蘭郡礁溪庄，大字下有「礁溪」、「得子口」小字名。
戰後礁溪庄改制為礁溪鄉，隸屬於臺北縣，大字亦改制為村。1950年10月，北、基、宜分治，礁溪鄉改隸屬於宜蘭縣。

## 聚落
本地區發展較早的聚落有礁溪、得仔口等，在日治期初期的官方地圖上已有記載。此外，本地區尚有五峰旗聚落。

## 交通
台鐵宜蘭線是台灣東北部鐵路幹線，大致以北北東—南南西走向經過礁溪地區東南部邊界地帶。境內未設站，但東北側不遠處即為礁溪車站，屬三等站，停靠少部分普悠瑪號、太魯閣號、自強號，大部分莒光號、復興號，及全部區間快車與區間車。由此可前往台鐵沿線各地。
省道台9線（礁溪路五段）又稱「東部幹線」，是台北經東部至屏東楓港的幹道，大致以北北東—南南西走向經過本地區東南部近邊界地帶。由該道路向北北東轉東再轉東北至頭城西南部轉西北經「九彎十八拐」上坡後可前往坪林、石碇、新店等地，向南南西轉南可前往宜蘭、五結、羅東、冬山、蘇澳等地。
鄉道宜2線（五峰路、大忠路）是五峰旗至洲仔尾的道路，其西側端點位於本地區中部山區的五峰旗。由此向東南東蜿蜒出山谷至得子口後轉東南行，出境後可前往六結、淇武蘭、洲仔尾並止於縣道191號路口。
鄉道宜5線（大忠路）是湯圍至結頭份的道路，大致以東北—西南走向經過本地區中部偏東南的山腳地帶。由該道路向東北可前往湯圍並止於中山路二段（省道台9線舊線）路口，向西南可前往林尾、柴圍、四結、大陂龍潭、二結、枕頭山、結頭分西北部、內員山並止於省道台7丁線路口。

## 學校
- 礁溪國中
- 礁溪國小

## 廟宇
- 礁溪協天廟（關帝廟）

## 景點
- 五峰旗瀑布